# Élections sénatoriales de 1998 dans le Gard
Les élections sénatoriales dans le Gard ont lieu le dimanche 27 septembre 1998. Elles ont pour but d'élire les sénateurs représentant le département au Sénat pour un mandat de neuf années.

## Contexte départemental
Lors des élections sénatoriales du 24 septembre 1989 dans le Gard, trois sénateurs PS ont été élus, Claude Pradille, André Rouvière et Gilbert Baumet.
Francis Cavalier-Bénézet (PS) est élu en 1992, pour remplacer Gilbert Baumet (MDR) démissionnaire.
Depuis, tous les effectifs du collège électoral des grands électeurs ont été renouvelés, avec les élections législatives françaises de 1997, les élections régionales françaises de 1998, les élections cantonales de 1994 et 1998 et les élections municipales françaises de 1995.

## Rappel des résultats de 1989
| Candidat et parti politique | Candidat et parti politique | Candidat et parti politique | Premier tour | Premier tour | Second tour | Second tour |
| Candidat et parti politique | Candidat et parti politique | Candidat et parti politique | Voix         | %            | Voix        | %           |
| --------------------------- | --------------------------- | --------------------------- | ------------ | ------------ | ----------- | ----------- |
|                             | Gilbert Baumet              | PS                          | 858          | 59,96        |             |             |
|                             | Claude Pradille             | PS                          | 603          | 42,14        | 708         | 52,10       |
|                             | André Rouvière              | PS                          | 601          | 42,00        | 692         | 50,92       |
|                             | Max Romanet                 | RPR                         | 348          | 24,32        | 587         | 43,19       |
|                             | Jean-Louis Olivier          | DVD                         | 328          | 22,92        | 558         | 41,06       |
|                             | Maurice Jouffret            | DVD                         | 321          | 22,43        | Retrait     | Retrait     |
|                             | Robert Ruas                 | UDF                         | 224          | 15,65        | Retrait     | Retrait     |
|                             | Jean Poudevigne             | UDF                         | 177          | 12,37        | Retrait     | Retrait     |
|                             | René Mathieu                | PCF                         | 173          | 12,09        | Retrait     | Retrait     |
|                             | Bernard Deschamps           | PCF                         | 169          | 11,81        | Retrait     | Retrait     |
|                             | Gilbert Millet              | PCF                         | 163          | 11,39        | Retrait     | Retrait     |
|                             | Charles de Chambrun         | FN                          | 122          | 8,53         | 61          | 4,49        |
|                             |                             |                             |              |              |             |             |
| Inscrits                    | Inscrits                    | Inscrits                    | 1 448        | 100,00       | 1 448       | 100,00      |
| Abstentions                 | Abstentions                 | Abstentions                 | 11           | 0,76         | 16          | 1,10        |
| Votants                     | Votants                     | Votants                     | 1 437        | 99,24        | 1 432       | 98,90       |
| Blancs et nuls              | Blancs et nuls              | Blancs et nuls              | 6            | 0,41         | 73          | 5,04        |
| Exprimés                    | Exprimés                    | Exprimés                    | 1 431        | 98,83        | 1 359       | 93,85       |

## Sénateurs sortants
| Sénateur | Sénateur                 | Parti | Fonctions lors de l'élection en 1989                    |
| -------- | ------------------------ | ----- | ------------------------------------------------------- |
|          | Francis Cavalier-Bénézet | PS    | Conseiller général, maire de Valleraugue                |
|          | Claude Pradille          | PS    | Sénateur sortant, conseiller général, maire de Sauve    |
|          | André Rouvière           | PS    | Sénateur sortant, conseiller général, maire de Bessèges |

## Présentation des candidats
Les nouveaux représentants sont élus pour une législature de 9 ans au suffrage universel indirect par les 1534 grands électeurs du département. 
Dans le Gard, les sénateurs sont élus au scrutin majoritaire à deux tours. Leur nombre reste inchangé, 3 sénateurs sont à élire. Ils sont 16 candidats dans le département.
| Candidats | Candidats                   | Parti | Principale fonction                                             |
| --------- | --------------------------- | ----- | --------------------------------------------------------------- |
|           | Sylvette Fayet              | PCF   | Conseillère municipale de Nîmes                                 |
|           | René Dupont                 | PCF   | Conseiller général                                              |
|           | Daniel Verdelhan            | PCF   | Maire de Salindres                                              |
|           | André Rouvière              | PS    | Sénateur sortant, conseiller général, maire de Bessèges         |
|           | Alain Journet               | PS    | Président du conseil général, maire du Vigan                    |
|           | Simon Sutour                | PS    | Directeur général adjoint des services de la mairie de Nîmes    |
|           | Nicole Bouyala              | PS    | Maire de Saint-Quentin-la-Poterie                               |
|           | Bernard Millard de Montrion | DVG   | Maire de Bouquet                                                |
|           | Hervé Giély                 | PRG   | Maire de Redessan                                               |
|           | Gilbert Baumet              | MDR   | Conseiller général, maire de Pont-Saint-Esprit, ancien sénateur |
|           | Gérard Roux                 | UDF   | Conseiller général, maire de Saint-Hilaire-de-Brethmas          |
|           | Jean Yannicopoulos          | UDF   | Conseiller général, maire de Garons                             |
|           | Claude Vian                 | DL    | Maire de Sainte-Anastasie                                       |
|           | Jean-Michel Avellaneda      | DL    | Maire de Milhaud                                                |
|           | Étienne Mourrut             | RPR   | Conseiller général, maire du Grau-du-Roi                        |
|           | Serge Martinez              | FN    | Conseiller régional, conseiller municipal de Nîmes              |

## Résultats
| Candidat et parti politique | Candidat et parti politique | Candidat et parti politique | Premier tour | Premier tour | Second tour | Second tour |
| Candidat et parti politique | Candidat et parti politique | Candidat et parti politique | Voix         | %            | Voix        | %           |
| --------------------------- | --------------------------- | --------------------------- | ------------ | ------------ | ----------- | ----------- |
|                             | Alain Journet               | PS                          | 537          | 35,75        | 712         | 48,77       |
|                             | André Rouvière              | PS                          | 505          | 33,62        | 674         | 46,16       |
|                             | Simon Sutour                | PS                          | 406          | 27,03        | 553         | 37,88       |
|                             | Étienne Mourrut             | RPR                         | 325          | 21,64        | 362         | 24,79       |
|                             | Gilbert Baumet              | MDR                         | 304          | 20,24        | 417         | 28,56       |
|                             | Jean Yannicopoulos          | UDF                         | 300          | 19,97        | 322         | 22,05       |
|                             | Nicole Bouyala              | PS                          | 267          | 17,78        | 301         | 20,62       |
|                             | Gérard Roux                 | UDF                         | 264          | 17,58        | Retrait     | Retrait     |
|                             | Bernard Millard de Montrion | DVG                         | 225          | 14,98        | 218         | 14,93       |
|                             | Sylvette Fayet              | PCF                         | 216          | 14,38        | 21          | 1,44        |
|                             | René Dupont                 | PCF                         | 212          | 14,11        | 6           | 0,41        |
|                             | Daniel Verdelhan            | PCF                         | 212          | 14,11        | 4           | 0,27        |
|                             | Serge Martinez              | FN                          | 132          | 8,79         | 6           | 0,39        |
|                             | Jean-Michel Avellaneda      | DL                          | 120          | 7,99         | Retrait     | Retrait     |
|                             | Hervé Giély                 | PRG                         | 107          | 7,12         | Retrait     | Retrait     |
|                             | Claude Vian                 | DL                          | 79           | 5,26         | Retrait     | Retrait     |
|                             |                             |                             |              |              |             |             |
| Inscrits                    | Inscrits                    | Inscrits                    | 1 534        | 100,00       | 1 534       | 100,00      |
| Abstentions                 | Abstentions                 | Abstentions                 | 17           | 1,11         | 21          | 1,37        |
| Votants                     | Votants                     | Votants                     | 1 517        | 98,89        | 1 513       | 98,63       |
| Blancs et nuls              | Blancs et nuls              | Blancs et nuls              | 15           | 0,99         | 53          | 3,50        |
| Exprimés                    | Exprimés                    | Exprimés                    | 1 502        | 99,01        | 1 460       | 96,50       |